# 拉维尼亚 (南达科他州)
拉维尼亚（英語：Ravinia），是美国南达科他州下属的一座城市。根据2010年美国人口普查，该市有人口62人。论人口在本州排行第269。